# Hitzeröder Dorflinde
Über das Alter der Hitzeröder Dorflinde kann nur spekuliert werden. Angaben, der Baum sei schon über sechshundert Jahre alt, erscheinen dem Kunsthistoriker und Fotografen Thomas Wiegand als zu hoch gegriffen. In seinem 1984 erschienenen Buch Bäume aus dem Werraland wird die Lebenszeit mit „mindestens“ 350 Jahre angegeben. Sicherheit könnte nur eine Jahresring- oder eine Zuwachszählung bringen. Dafür müsste allerdings die Linde noch vollholzig sein und gefällt oder angebohrt werden.

## Standort

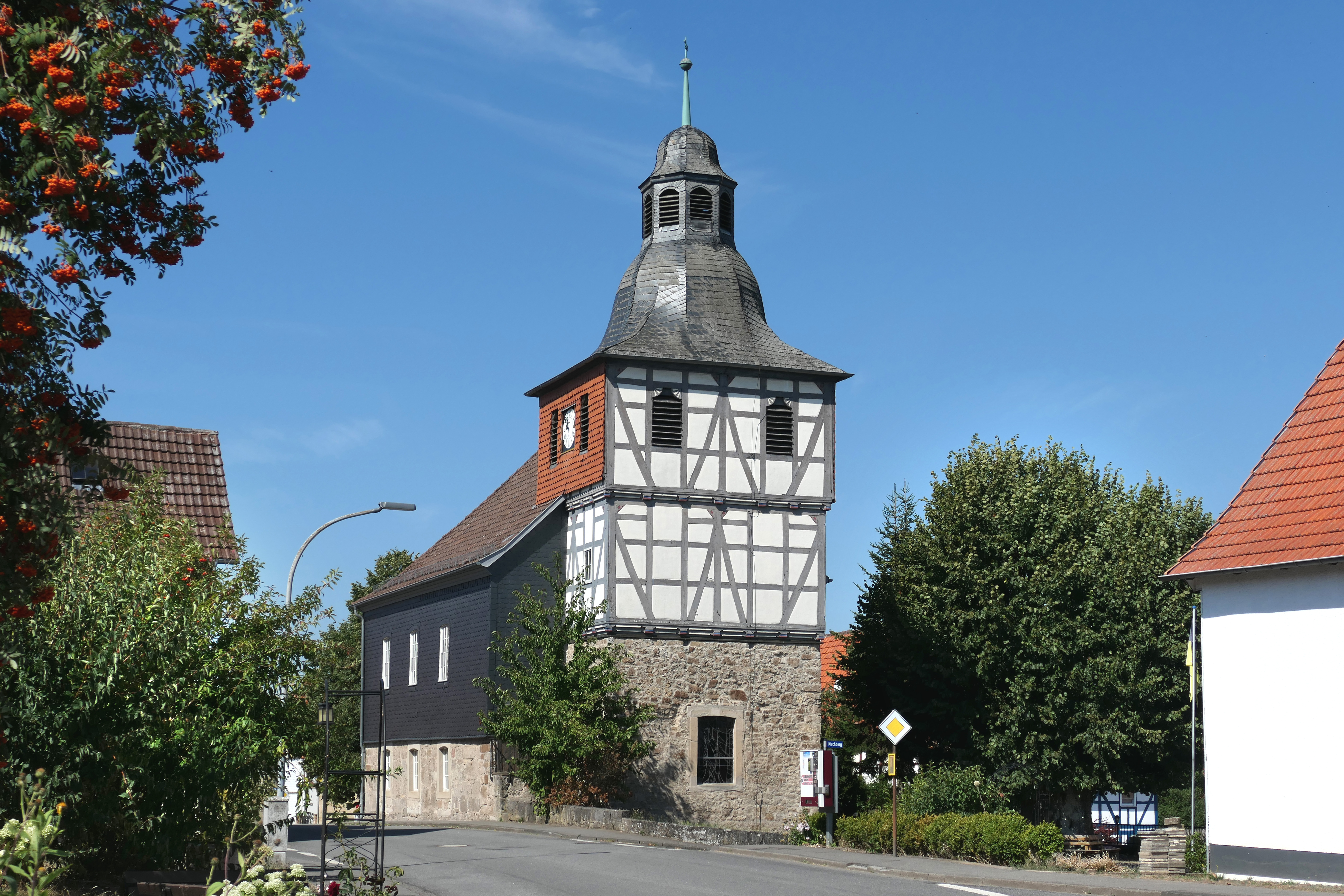
Evangelische Kirche und Dorflinde in Hitzerode

Der Dorfanger mit der Linde befindet sich zwischen dem Kirchberg und der Albunger Straße, an der nördlichen Seite der evangelischen Kirche von Hitzerode. Hitzerode ist ein Ortsteil der Gemeinde Berkatal im nordhessischen Werra-Meißner-Kreis und liegt auf einer zum östlichen Meißnervorland gehörenden Hochfläche. In der naturräumlichen Gliederung Deutschlands wird dieser Bereich dem Soodener Bergland (358.02) innerhalb des Unterwerrasattels (358.0) zugeordnet. Sie sind Teile des Unteren Werraberglands (358) in der Haupteinheitengruppe des Osthessischen Berglands.

## Geschichte
Unter der Linde wurden in den vergangenen Zeiten Gemeindeangelegenheiten geregelt und Recht gesprochen. Die frühere Teilung des Lindenplatzes in zwei Hälften könnte mit der Aufteilung des Dorfes und des Gerichtes unter zwei Herrschaften zusammenhängen. Um 1300 war Hitzerode an die Landgrafen von Hessen gefallen. Im Jahr 1498 gehörte die eine Hälfte des Dorfes zur Landgrafschaft, die andere war Lehen derer von Völkershausen, später der Apel Appe zu Aue und der Herren von Eschwege. So gab es 1572 in Hitzerode auch zwei Schultheißen, die jeweils die Interessen ihrer Herren zu vertreten hatten.
Anfang der 1980er Jahre wurde die ursprünglich zweistufige Anlage des Angers umgestaltet. Beim Angleichen der tiefer liegenden Ebene an den höheren Bereich verschwand die beide Teile trennende alte Mauer, in deren Mitte die Linde stand, unter der Erde. Ebenso auch ein rund halber Meter des unteren Stammendes. Ein breiter Riss in dem vollkommen hohlen Baum ist dabei zugeschüttet worden. Die verkleinerte Fläche rund um die Linde wurde mit Verbundpflaster verschlossen. Den früher hier stehenden Gerichtstisch aus Sandstein zertrümmerte bei Auslichtungsarbeiten ein herabfallender Ast.
Um die Dorflinde zu entlasten und zu stabilisieren, damit sie weitere Jahrzehnte überdauern kann, werden sogenannte Kopfschnitte durchgeführt, die von der Unteren Naturschutzbehörde des Werra-Meißner-Kreises beauftragt, finanziert und betreut werden. Für Wiegand sollte der historisch bedeutsame Baum wegen des hohen Alters auf keinen Fall ganz entfernt werden. Selbst als „lebende Ruine“ ist er interessanter und eindrucksvoller, als es eine Neuanpflanzung sein kann.

## Schutz

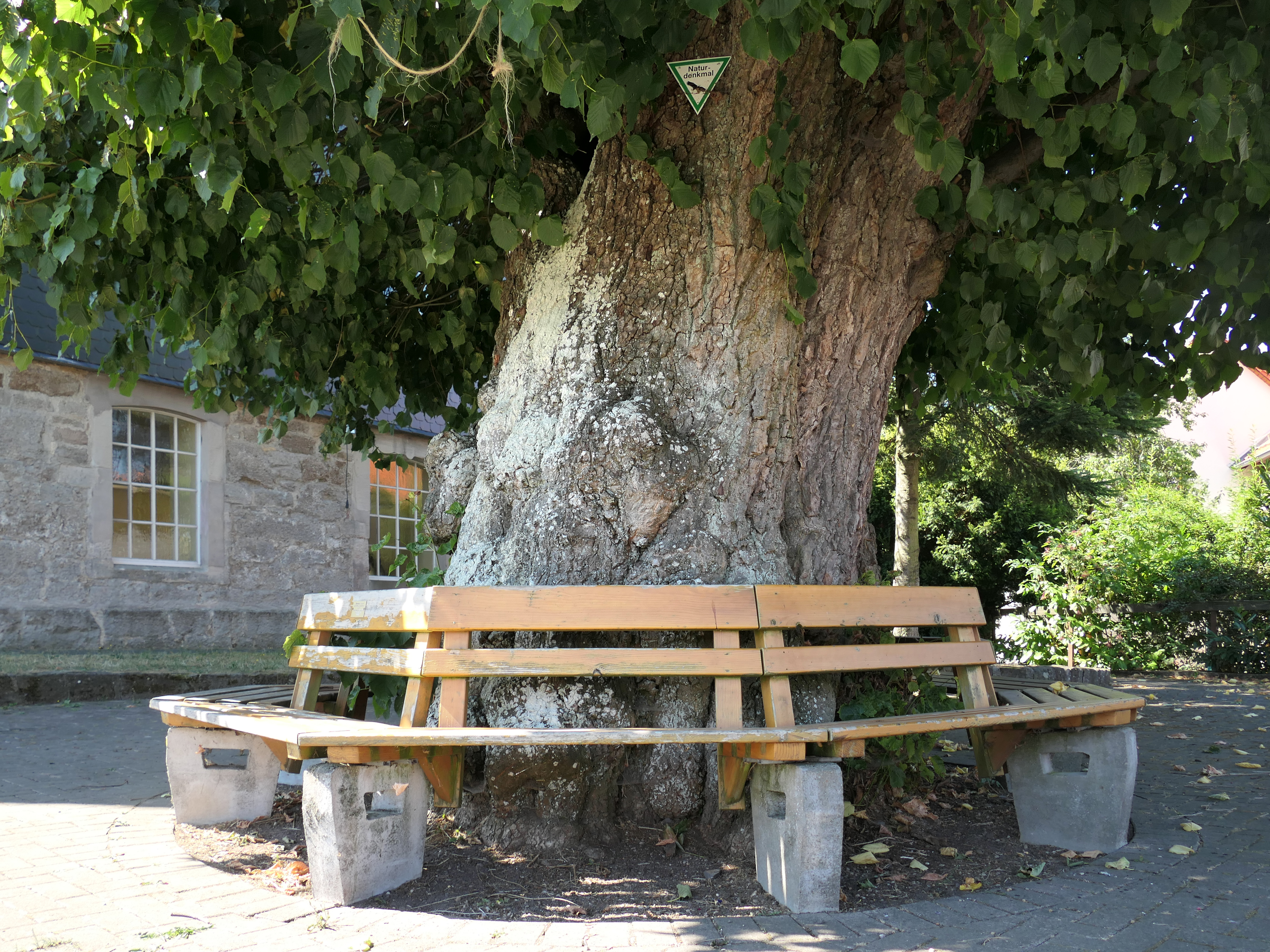
Der alte Baum wurde bereits im Jahr 1936 als schützenswertes Naturdenkmal ausgewiesen

In der Liste der Naturdenkmale im Werra-Meißner-Kreis hat die Linde die Nummer ND 636.552 und wird als „rechtsverbindlich festgesetzte Einzelschöpfung der Natur“ durch das Bundesnaturschutzgesetz besonders geschützt. Bereits im Jahr 1936 wurde die Dorflinde mit sechs Einfassungslinden, anlässlich der Neuregelung des Naturschutzes durch das Naturschutzgesetz vom 26. Juni 1935, unter der laufenden Nummer 52 in das Naturdenkmalbuch des Kreises Eschwege eingetragen und erhielt mit dem Inkrafttreten der Verordnung zur Sicherung von Naturdenkmalen in den Stadt- und Landkreisen des Regierungsbezirks Kassel am 1. November 1936 den Schutz des Reichsnaturschutzgesetzes.
Der Standort der Dorflinde liegt im ursprünglichen Ortskern, den die ehemaligen Wirtschafts- und Lebensbedingungen der Bevölkerung prägten. Zu dem, aus geschichtlichen Gründen als Gesamtanlage unter Denkmalschutz stehenden Bereich gehören die früher bescheidenen Höfe um den Anger sowie die Großgehöfte, mit ihren repräsentativen, unterkellerten Wohnhäusern an der Langen Straße. Im Denkmalverzeichnis des Landes Hessen hat die Gesamtanlage Hitzerode die Nummer 37899.